# Lectura de hojas de coca
La lectura de hojas de coca (en quechua cusqueño: kuka qhaway, en quechua ayacuchano: qatipay, en quechua ancashino: katipa), también llamada rastreo o seguimiento, es una forma de adivinación en donde el practicante utiliza las hojas de la planta de la coca (Erythroxylum coca) para conversar, consultar e interpretar sobre los diferentes aspectos cotidianos y trascendentes que afectan a las comunidades tradicionales en los Andes. Es una práctica tradicional de los pueblos quechuas y aimara que adopta una forma ritual en los Andes de Argentina, Bolivia, Colombia y Perú.
Es utilizada como una forma de diagnóstico en la medicina tradicional andina y también para abordar una serie de cuestiones cotidianas y prácticas como averiguar la ubicación de un animal perdido, si una actividad se realizó correctamente o si es el momento adecuado para una actividad determinada. También pueden buscar respuestas a cuestiones más críticas, como la salud de un familiar o si una decisión tomada fue la correcta, o cuestiones sensibles como la identificación un ladrón.
Para la lengua aimara, el jesuita Ludovico Bertonio registró el término cocana ulljatha para referirse a la actividad de adivinar mirando las hojas ('adivinar mirándola').

## Documentos históricos
Las referencias más antigua de la práctica se encuentran mencionadas en la crónica Relación de las fábulas y ritos de los incas del clérigo español Cristóbal de Molina escrita alrededor de 1571 y en Miscelánea Antártica es una crónica manuscrita sobre el pasado prehispánico del Perú, escrita por el también clérigo español Miguel Cabello Valboa entre 1576 y 1586. En Miscelánea Antártica, Cabello describe lo siguiente: «Otros auia que en la Coca, y en el Tabaco, y en otras yervas conocían y adevinaban los futuros acaecimientos».
En 1664, la Inquisición en Lima reconoció que la práctica ritual y la adivinación era tan extendida en la capital del virreinato del Perú que resultaba imposible la eliminación de sus practicantes, y mucho menos de sus clientes. Como resultado, los tribunales de la Iglesia se retiraron hacia la persecución selectiva de los más famosos transgresores de la fe.
Durante los siglos XVI y XVIII especialistas rituales afroperuanos incorporaron el uso de la coca en sus rituales de adivinación y magia amatoria.

## Elementos en la lectura

### La coca

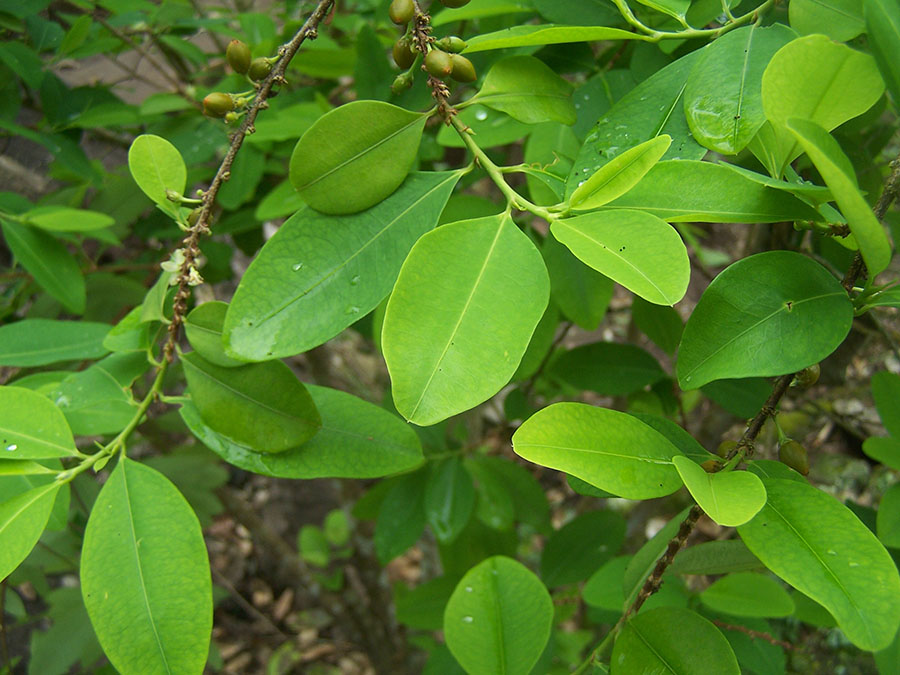
Hojas y semillas en planta de Erythroxylum coca

Las hojas de la coca (Erythroxylum coca y E. novogranatense) han sido utilizadas desde tiempos ancestrales con diferentes propósitos por comunidades indígenas en Sudamérica y Centroamérica, específicamente Argentina, Bolivia, Brasil, Chile, Colombia, Ecuador, Nicaragua, Panamá, Perú y Venezuela. Para la mayoría de usuarios en los Andes, la hoja de coca sigue teniendo un carácter sagrado y cumple funciones tónicas, terapéuticas, rituales y sociales.
La coca, al igual que otras plantas como la enredadera ayahuasca (Banisteriopsis caapi) o el cactus San Pedro (Echinopsis pachanoi), en la medicina tradicional sudamericana es considerada como una planta maestra: tiene un espíritu (Mamacoca) —o «sujeto no humano con agencia» social— que puede dialogar y enseñar saberes a las personas curanderas en los Andes y en la Amazonía. Asimismo, en contextos más allá de los terapéuticos, Mamacoca ocupa también la función de mediadora entre los humanos y las otras formas de existencia a través de las ofrendas (en quechua haywakuy) y la lectura de las hojas.
Las hojas de coca utilizadas en la lectura son previamente escogidas por la persona lectora.

### La persona lectora

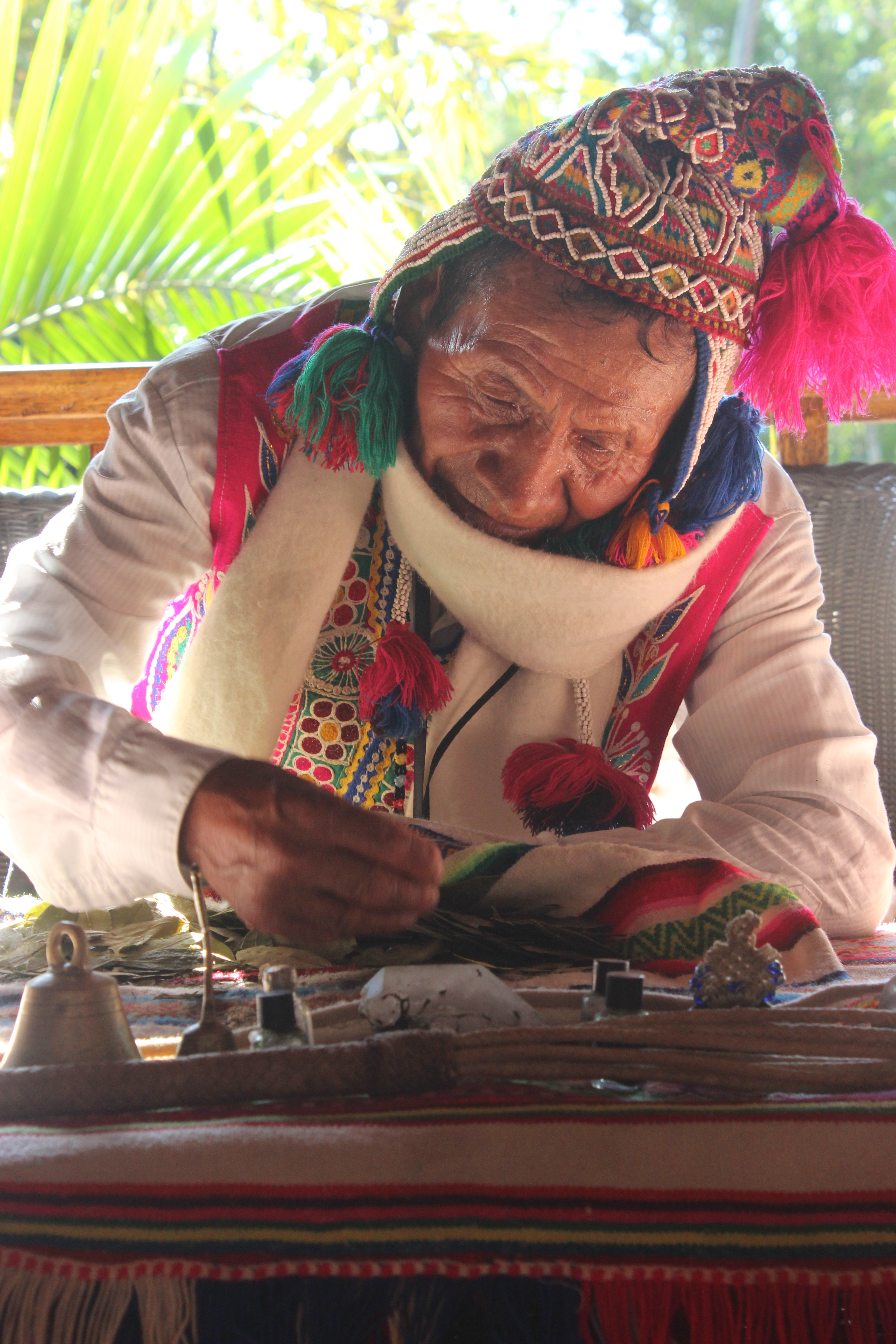
Curandero quechua Ascencio Noa revisando sus hojas de coca para una lectura

Las personas que leen pueden ser de dos clases:
- runa o personas del campo, la cual no requiere especialización ya que la lectura que realiza es una simple, para abordar cuestiones cotidianas y prácticas, de poca trascendencia como por ejemplo, «el enunciado de un buen día, la buena o mala suerte en el recorrido de un camino, la visita de un amigo o pariente o pequeñas transacciones comerciales».[2]
- especialista, la cual es reconocida por su comunidad y ha ganado aceptación y prestigio en función a sus aciertos, además de tener un espíritu aliado protector como un apu.[2] En Perú, a la persona especialista en la región de Cusco se le conoce en quechua como qhawaq,[23] mientras que en la región de Ayacucho es el qatipaq.[24] En Bolivia, se utiliza el término quechua amauta para esta persona y en las comunidades aimara el término yatiri.[25][26]

### La manta
Idealmente se utiliza una unqhuña (pequeña manta tradicional) sobre la cual la persona que realiza la lectura echa las hojas. En caso de no contar con una unquña, se utiliza una manta o poncho tejido de manera tradicional. El escritor peruano Ricardo Palma describe también el uso de pañuelos o la camisa del enfermo como superficies para echar las hojas en una lectura con elementos cristianos:

toman un puñado de coca, la esparcen sobre un pañuelo o camisa del enfermo, y después de invocar a Jesucristo y a tales o cuales santos, soplan la coca y diagnostican según la dirección que han tomado las hojitas
Ricardo Palma en Supersticiones de los peruanos (1968): 1431.

### Otros elementos
De acuerdo a la tradición de la persona practicante, se utilizan también cigarrillos de tabaco, alcohol, la imagen de una virgen y velas.

## Técnica

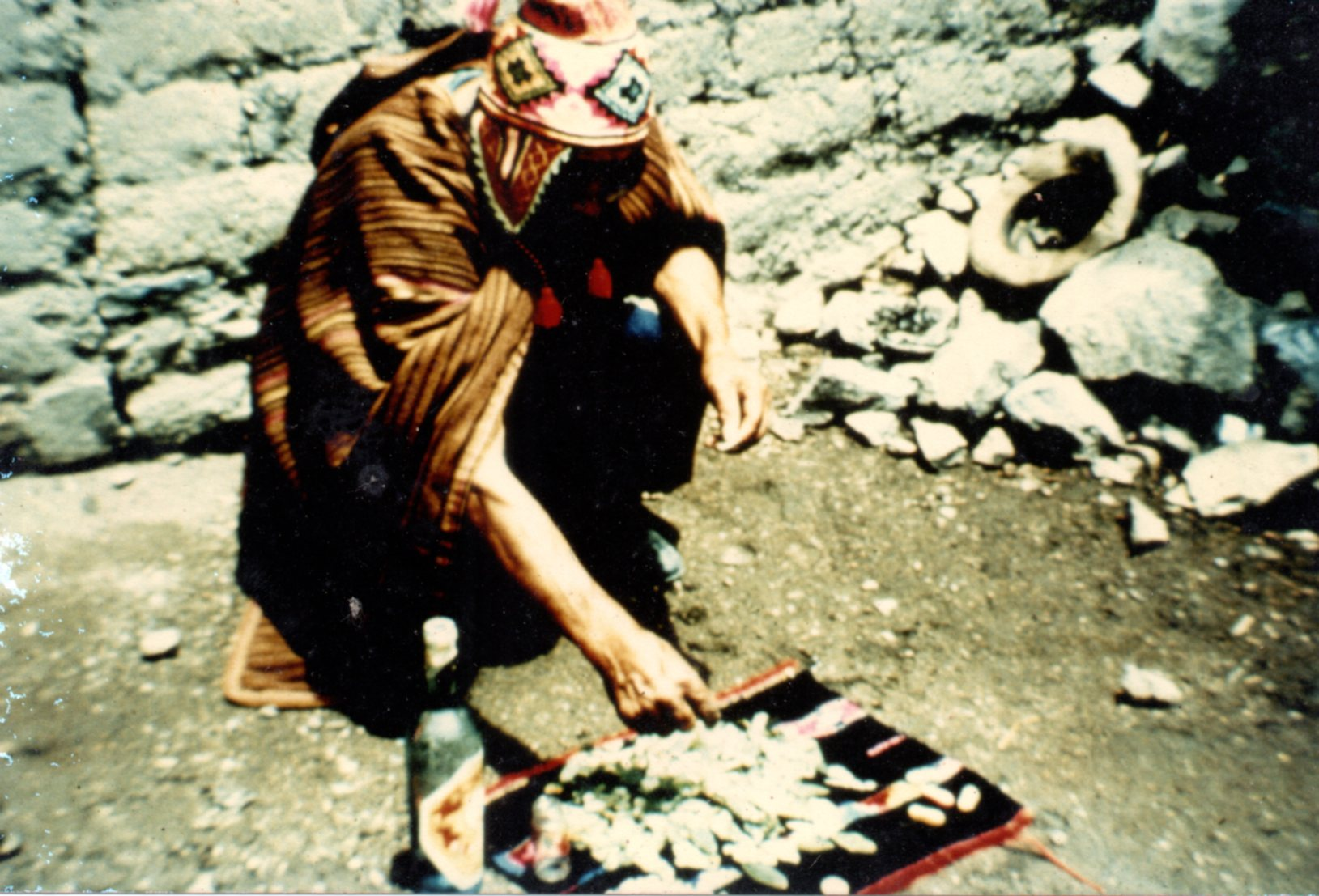
Hojas de coca sobre unqhuña

El primer paso es la formulación de la pregunta. Luego, se realiza una invocación cuya la función es pedirle permiso al espíritu de la planta, Mamacoca, para poder iniciar el proceso de lectura. Se solicita también a Mamacoca poder ser un canal para transmitir la voluntad de la Pachamama o de un determinado apu respecto al asunto a indagar. En el caso del ayllu Kaata en el municipio de Charazani en la provincia de Bautista Saavedra en el departamento de La Paz, la montaña Kaata es un apu a través del cual los yatiris realizan sus lecturas.
Luego de la invocación y haber formulado una pregunta, se lanzan las hojas sobre la manta.

### Interpretación y diagnóstico
En base a la disposición de las hojas en relación con las demás sobre el tejido, el color de las hojas en la posición predominante, la condición material (si están dobladas) e integridad de estas hojas, las caras expuestas (haz o envés) y la orientación de su punta cónica, entre otros detalles, se va interpretando la respuesta a la pregunta realizada.
Las respuestas pueden ser abiertas, descriptivas, positivas o afirmativas, negativas o contrarias. El qhawaq (lector) puede lanzar repetidamente el puñado de hojas, acumulando gradualmente las diferentes respuestas que resultan y construyendo así una respuesta que se confirma o se contradice alternativamente (o se matiza) con cada tirada. El lector también puede buscar confirmar una de las muchas respuestas que resultan del proceso, y es en este punto que emerge una de las características clave, que revela un sentido profundo de la práctica de la lectura de coca. Es así que la lectura va más allá de una simple adivinación y más bien es un acto fundamental de negociación en donde se establece una interacción simétrica entre los humanos y las entidades no humanas (Mamacoca, Pachamama, Apus, etc.), definidas desde la cosmovisión andina como personas sociales de diferentes tipos.

#### Diagnóstico
En caso de que la lectura se realice en el contexto de la medicina tradicional, la persona especialista identifica la enfermedad y —en caso pueda tratarla—la terapia a utilizar, o en todo caso enviar al paciente al hospital para que sea atendido por la medicina occidental.

## Otras técnicas de adivinación con coca

### Katipa
El psiquiatra huaracino Federico Sal y Rosas describió otra forma de diagnosticar enfermedades en el contexto geográfico del Callejón de Huaylas en Áncash (en los Andes centrales de Perú): la katipa, en donde se adivina a través del chacchado de hojas de coca y el uso complementario del tabaco (Nicotiana tabacum).

### Señas
El antropólogo Anthony Henman ha descrito el uso adivinatorio de los curanderos nasa, un pueblo indígena que habita en el departamento del Cauca en la zona andina del suroccidente de Colombia. El ritual de adivinación es nocturno y las hojas son chacchadas por largas horas. Los súbitos espasmos involuntarios en el cuerpo durante ese periodo son interpretados y considerados «señas». Los muiscas, tairona y koguis han utilizado y utilizan formas similares de adivinación con la coca.
En Perú, también se utiliza esta forma de adivinación a través de la vigilia nocturna, el chacchado y la interpretación de señas en las comunidades yánesha de la Amazonía central peruana, en las provincias de Chanchamayo (región Junín), Oxapampa (región Pasco) y Puerto Inca (región Huánuco).

### Rastreo en huacas
En el norte del Perú, en el departamento de Lambayeque, la antropóloga alemana Réna Günduz en su estudio titulado El mundo ceremonial de los huaqueros describe técnicas de adivinación utilizadas por los huaqueros para encontrar tesoros en sitios arqueológicos moche con tres plantas enteógenas: el tabaco, el cactus san pedro y las hojas de coca. En el ritual de adivinación con coca, «las hojas se mastican hasta que se pueda extraer un sabor dulce de esta hoja amarga. En el momento y el lugar en que se siente el sabor dulce sobre el sabor amargo, es el sitio indicado donde debe existir una tumba enterrada». Previo al rastreo de la waka, se realiza una ofrenda.